# Matteo Bartoli
Matteo Giulio Bartoli, född 22 november 1873 i Albona, död 23 januari 1946 i Turin, var en italiensk språkforskare.
Bartoli var från 1907 professor i lingvistik i Turin. Som bördig från Istrien kom han att intressera sig för italienskans språkförbindelser österut med sydslaviskan, albanskan, rumänskan och inte minst den 1898 utdöda dalmatiskan, vars rester han samlade och utredde i det grundläggande verket Das Dalmatische (2 band, 1906). Påverkad av Wilhelm Meyer-Lübke och Jules Gilliéron blev han målsman för den "språkforskning i rummet" som genom en jämförelse mellan beteckningarna för ett och samma begrepp inom ett språkområde, till exempel det romanskas, olika delar försöker utreda ordförrådens tendens till konservatism respektive förnyelse. Bartoli fann Italien vara det romanskspråkiga område där nyheterna varit störst under senlatinsk tid men minst under romansk tid. Sina teorier framlade han i Introduzione alla neolinguistica (1925), Brevario di neolinguistica (1925, tillsammans med Giulio Bertoni) och främst i Saggi di lingustica spaziale (1945). Bartoli var från 1926 medutgivare av Archivio glottologico italiano och deltog aktivt i förarbetet till en ny italiensk språkatlas.